# Château de Chalus
Pour les articles homonymes, voir Chalus.
Ne doit pas être confondu avec le château de Châlus-Chabrol, ni avec le château de Châlus Maulmont
Le château de Chalus est un château en ruine situé dans le département du Puy-de-Dôme en Auvergne, sur la commune de Chalus ; il domine le Lembronnais.

## Description
Ce château privé est non visitable.

## Historique

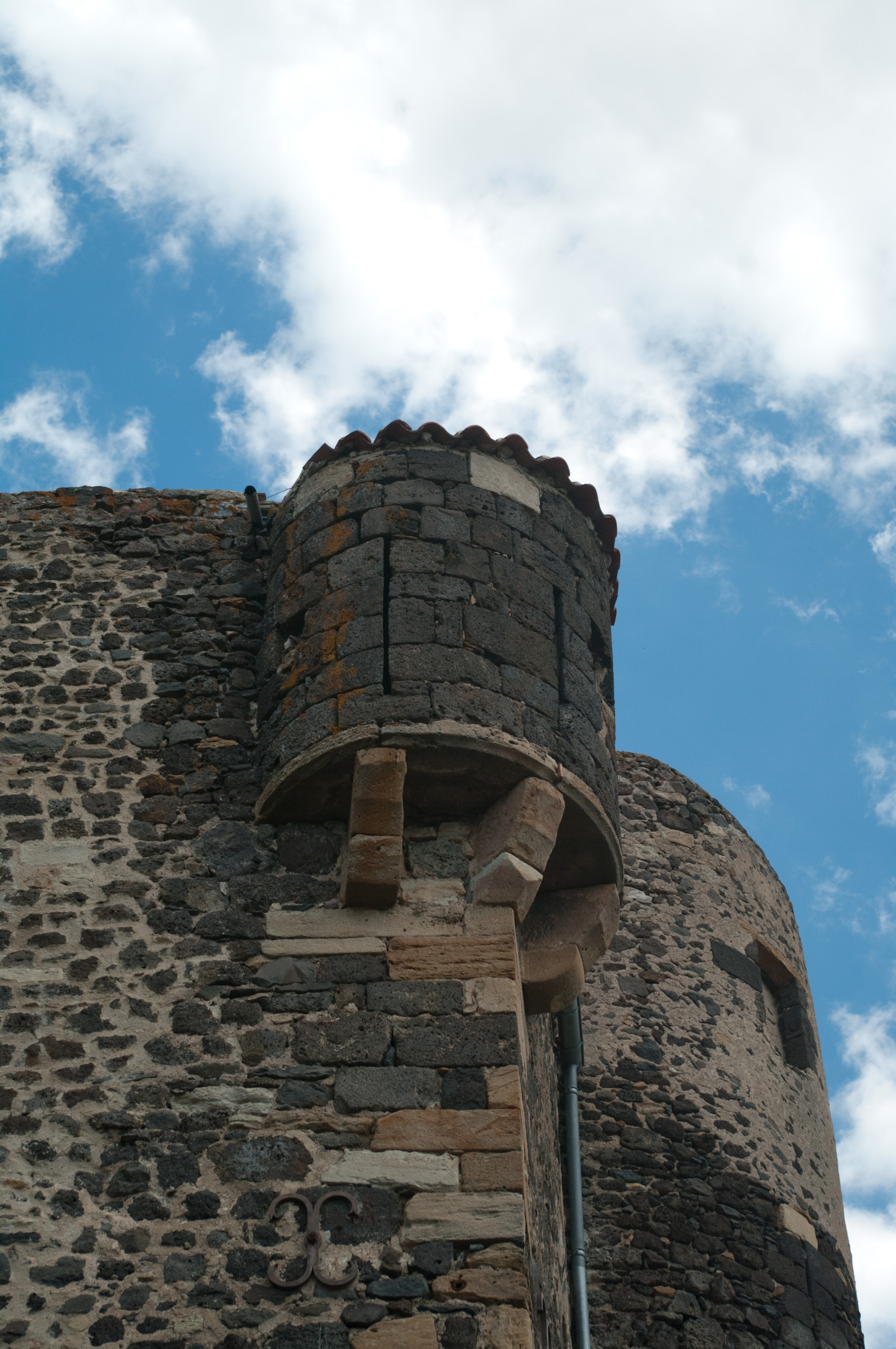
La tourelle du château de Chalus

Une motte castrale est attestée au début du Xe siècle à cet emplacement. Guy, que l'on croit être le fils d'Eustorgue Ier, comte d'Auvergne devient seigneur de Chalus en épousant la fille du seigneur du château de Chalus donnant ainsi naissance à la Maison de Chalus branche des Chalus-Lembron (Voir la section historique de Chalus).
Le donjon carré, en pierre, est édifié dans le courant du XIe siècle et les remparts seront réalisés durant ce même siècle.
En 1290, à la suite d'un partage, le château est démembré lors du mariage de Gaillarde de Chalus avec le seigneur d'Apchon ; une coseigneurie est alors créée :
- La partie sud du château devenant le château d'Apchon les Chalus
- La partie nord revenant à Hugues de Chalus.

En 1347, les 2 châteaux sont remembrés sous la possession de la famille de Chalus avant d'être à nouveau séparés, puis réunis, lors de divers mariages. En 1609, les deux châteaux sont définitivement réunis sous la bannière de la famille de Chalus.
En 1666, Pierre de Chalus et sa femme Françoise de La Tour d'Oliergues-Murat (épousée en 1634) sont contraints de vendre le château, celui-ci étant hypothéqué. Il est vendu à la criée à Nicolas de Villers, écuyer, conseiller et secrétaire de la maison et de la couronne de France.
Le château est classé au titre des monuments historiques le 6 octobre 1989.

## Famille de Chalus-Lembron
Personnages marquants de la famille de Chalus-Lembron :
- Robert, en 1220, seigneur de Chalus, se maria avec Alix, fille de Robert comte de Clermont, dauphin d'Auvergne. Il acquit le titre de chevalier banneret [5]
- Hugues de Chalus[6], en 1229, chevalier, se rendit caution envers le roi Saint Louis lors du traité de paix entre ce prince et Dauphin et Robert son petit-fils [7]. En février 1230, se porta garant de la fidélité du Dauphin et promit, s'il manquait à sa parole, de transporter le fief qu'il tient de lui au roi lui-même pendant les 7 ans convenus par le traité [8].
- En 1241, Guillaume et Géraud de Chalus, l'un et l'autre Chevaliers, se rendirent otages lors du traité de Phillippie[9]
- Amblard, fonda la branche des Chalus-Montrodeix.
- Robert III de Chalus (1320-1356) tué à la bataille de Poitiers le 19 septembre 1356[10]
- Guillaume VI de Chalus, seigneur d'Apchon-lès-Chalus et Comtour d'Apchon, capitaine général de l'Auvergne, combat Robert Knolles lors de son incursion en Auvergne en 1359; il dut utiliser son château pour combattre l'envahisseur pendant la guerre de Cent Ans [11];
- Hugues de Chalus, 1415-1428, seigneur de Chalus, Sansac, Boudes et Bergonne. Fut aux prises avec son suzerain Béraud III qui voulait lui confisquer ses terres au profit du duc de Berry mais à la suite d'un arbitrage ces terres lui furent restituées[12].
- Jacque de Chalus, frère de Géraud, seigneur de Bergonne et Boudes acquit par mariage avec la dernière descendante la terre de Gondole fief d'Auvergne situé près du Cendre.
- Bertrand de Chalus fils de Léonnet, seigneur de Chalus et sansac, maitre d'hôtel de Louis XII puis de la reine Anne de Bretagne, gouverneur d'Ardes et du duché de Mercoeur.
- Pierre de Chalus, fils de Léonnet, dit Chaludet forma la branche des seigneurs de Chaludet[13].
- Pierre de Chalus, écuyer, seigneur de Chalus, d'Apchon et d'Auzat-sous-Chalus, marié par contrat avec Françoise de la Tour, fille de Martin de la Tour d'Auvergne seigneur d'Alagnat[14], contracta de grandes dettes qu'il ne put honorer perdit les seigneuries de Chalus, Apchon, et le domaine d'Auzat-sous-Chalus par ordre royal de Louis XIV. Seule la seigneurie de Sansac resta dans la famille Chalus.
- Pierre de Chalus, Seigneur d'Apchon, mort en 1683 et François de Chalus, Seigneur de Sansac, ont servi en tant que volontaires sous le maréchal de la Valette, dans les chevau-légers du duc de Saint-Aignan en 1635, 1636 et 1637 et sous le maréchal de Chaitillon en Flandres dans la compagnie de Chabagnac [15].
- Françoise de Chalus (1734-1821) dernière représentante de la famille de Chalus-Lembron, duchesse de Narbonne-Lara, dame de La Bove, dame d'honneur de Madame Adélaïde, maitresse de Louis XV avec lequel elle aurait eu deux enfants illégitimes baptisés à Paris avec tous les honneurs dus aux rois de France.

Il existait une autre branche de Chalus qui fut seigneurs de Prondines, de Cisternes, d'Entraigue, du Puy-Saint-Gulmier, de Vialleveloux, de Cordès et d'Orcival. Elle serait une branche très ancienne de la famille Chalus-Lembron et avait les mêmes armoiries en 1350 d'après Chabrol.